# 潘廷槐
潘廷槐（越南语：／，1876年—1954年），號秋園，越南阮朝官員。

## 生平
潘廷槐爲南定省南直縣迪禮社人。他是後來越南社会主义共和国和越南共产党黎德壽的伯父。
1900年（成泰十二年）在河南場中庚子科舉人。
1917年，任知府，1921年，任按察使。
1933年以總督銜退休。1938年，升協佐大學士銜。